# Gruna
Gruna (in tedesco Grünau) è un comune della Repubblica Ceca facente parte del distretto di Svitavy, nella regione di Pardubice.